# 桑原司
桑原 司（くわばら つかさ、1970年1月21日 - ）は、日本の社会学者。博士（文学）。専門はシンボリック相互作用論、
シカゴ学派社会学。父は化学者・工学者の桑原誠。義父は法学者の中村雅麿。

## 人物
埼玉県生まれ。本籍地は山口県防府市。出身は福岡県北九州市。八幡大学附属高等学校（現：九州国際大学付属高等学校）を経て、1988年4月に熊本大学文学部地域科学科に入学。熊本大学に入学後、当初は平田順治の下で民俗学を専攻するものの（1989年4月～1991年3月）、その後、田口宏昭から影響を受け医療社会学に転向する（1991年4月～1993年3月）。1994年4月、東北大学大学院文学研究科博士前期課程入学。1999年3月、東北大学大学院文学研究科博士後期単位取得退学。2012年4月、鹿児島大学法文学部教授。シカゴ学派の古典文献やシンボリック相互作用論（シンボリック相互行為論）の基本文献の翻訳を手がける一方で、船津衛、徳川直人の強い影響の下、ハーバート・ブルーマーやアンセルム・ストラウス等の学説をもとにコミュニケーションの理論化を企図している。

## 経歴
- 2012年4月～鹿児島大学法文学部教授
- 2001年4月～2012年3月 - 鹿児島大学法文学部准教授
- 2000年3月～博士（文学） - 東北大学
- 1999年10月～2001年3月- 鹿児島大学法文学部専任講師
- 1996年4月～1999年3月 - 東北大学大学院文学研究科博士課程後期3年の課程（単位取得退学）
- 1994年4月～1996年3月 - 東北大学大学院文学研究科博士課程前期2年の課程
- 1993年4月～1994年3月 - 熊本大学大学院文学研究科大学院聴講生
- 1988年4月～1993年3月 - 熊本大学文学部地域科学科
- 1985年3月～1988年3月 - 九州国際大学付属高校

## 学位論文
- 桑原司『社会過程の社会学 : ハーバート・ブルーマーのシンボリック相互作用論における社会観再考』〈東北大学 博士論文 （文学）,甲第7122号〉2000年3月。doi:10.11501/3177383。 NAID 500000198261。NDLJP:3177383。[5][6]
- 桑原司「H.G.ブルーマーのシンボリック相互作用論における『行為者と社会との関係』再考」東北大学大学院文学研究科修士学位論文、1996年3月[7]。
- 桑原司「日本の脳死問題と死の定義の流動：死の定義をめぐる先端医療と日本の死の基層文化との葛藤」1992年度・熊本大学文学部卒業論文[8][9]。

## 論文
- Tsukasa Kuwabara and Ken'ichi Yamaguchi, 2013, An Introduction to the Sociological Perspective of Symbolic Interactionism, The Joint Journal of the National Universities in Kyushu, Education and Humanities, 1(1): 1-11[10].
- 桑原司・木原綾香、2012年「シンボリック相互作用論の根本問題」『研究論文集－－教育系・文系の九州地区国立大学間連携論文集』5(2): 57-70.
- 桑原司、1996年「ハーバート・ブルーマーのシンボリック相互作用論再考ーー主観主義を超えてーー」『社会学年報』25: 81-101.

## 著書
- 中野正大・宝月誠（編）『シカゴ学派の社会学』世界思想社（2003年）［第10章第1節］。
- 伊藤勇・徳川直人編『相互行為の社会心理学』北樹出版（2002年）［第3章］。
- 船津衛・安藤清志編『自我・自己の社会心理学』北樹出版（2002年）［第2章］。

## 翻訳
- バーニー・グレイザー＆アンセルム・ストラウス著「自覚文脈と社会的相互行為」『経済学論集』100: 93-114（2023年）〔山口健一・鎌田大資・桑原司訳〕[11]。
- ポール・ゴールビー・クレッシー著『タクシーダンス・ホール（シカゴ都市社会学古典シリーズ No. 4）』ハーベスト社（2017年）〔桑原司ほか（訳）〕[12]。
- ハーヴェイ・ウォーレン・ゾーボー（英語版）著『ゴールドコーストとスラム（シカゴ都市社会学古典シリーズ No. 2）』ハーベスト社（1997年）〔吉原直樹・桑原司・高橋早苗・奥田憲昭（訳）〕。